# ارزیابی ویژه افراد محکوم
ارزیابی ویژه افراد محکوم بخشی از کیفر همه محکومان به بزه‌های قانون فدرال در ایالات متحده آمریکا است که به صورت شمارشی انجام می‌شود. بنابراین کسی که ۱۴ بار از بانک، دزدی کرده باید ۱۴ تا ۱۰۰ دلار آمریکا (در جمع ۱,۴۰۰ دلار) بپردازد. این پول به صندوق قربانیان بزهکاری واریز می‌شود. قاضی پرونده، اجازه کاهش یا نادیده گرفتن این هزینه را حتی برای فقرا ندارد.